# Huaca Villa Isolina
La Huaca Villa Isolina es un sitio arqueológico del Intermedio Temprano ubicado en el distrito de San Martin de Porres, de la provincia de Lima, en Perú. Fue declarado Patrimonio Cultural de la Nación en 2009, mediante resolución RDN Nº 1502/INC-2009.

## Ubicación
La huaca Villa Isolina se encuentra situada en Lima Norte, exactamente en el distrito de San Martín de Porres, dentro del asentamiento humano Villa Isolina, con referencia cercana a la avenida Prolongación Naranjal.

## Investigaciones
En el año 2021, la empresa Cálidda descubrió en los alrededores del sitio arqueológico una tumba funeraria de más de 600 años mientras realizaban sus trabajos de conexión de tuberías de gas. Hasta el momento se presume que el entierro pertenece al Horizonte Tardío y formaría parte de la cultura Ychsma-Inca; también se han logrado identificar cinco vasijas que sirvieron como ofrenda.
La tumba mide 97 cm por 88 cm y alojaría un cuerpo adulto, junto a este se encontraron una botella con aplicación de maíz en una de las asas y cuerpo en forma de calabaza; una botella negra de asas cuello hombro; una botella con aplicación antropomorfa en una de las asas; y una botella pequeña de cuerpo globular y asas cuello hombro.